# چایتان خوسلا
چایتان خوسلا (انگلیسی: Chaitan Khosla؛ زاده ) یک شیمی‌دان اهل ایالات متحده آمریکا است.